# Campeonato Sul-Mato-Grossense de Futebol Feminino de 2021
O Campeonato Sul-Mato-Grossense de Futebol Feminino de 2021 é a 14ª edição deste campeonato de futebol feminino organizado pela Federação de Futebol de Mato Grosso do Sul (FFMS), o torneio teve início em 24 de outubro e terminará em 12 de dezembro.

## Regulamento
A competição será realizada em uma única fase, as quatro equipes serão divididas em apenas um grupo que se enfrentarão em turno e returno entre si, sendo que a melhor colocada será a campeã da competição e ganhará uma vaga na Série A3 de 2022.

### Critérios de desempate
O desempate entre duas ou mais equipes na primeira fase seguiu a ordem definida abaixo:
1. Número de vitórias
2. Saldo de gols
3. Gols marcados
4. Confronto direto
5. Menor número de cartões vermelhos recebidos
6. Menor número de cartões amarelos recebidos
7. Sorteio

## Participantes
| Equipe                   | Cidade          |
| ------------------------ | --------------- |
| Comercial de Três Lagoas | Três Lagoas     |
| Comercial-MS             | Campo Grande    |
| Operário-MS              | Campo Grande    |
| SERC                     | Chapadão do Sul |

## Tabela

### Confrontos
|                          | CTL | COM | OPE | SERC |
| ------------------------ | --- | --- | --- | ---- |
| Comercial de Três Lagoas | —   | 3–2 | 0–3 | 0–6  |
| Comercial-MS             | 2–2 | —   | 0–4 |      |
| Operário-MS              |     | 6–1 | —   | 4–0  |
| SERC                     | 3–0 | 9–1 | 0–1 | —    |

|  |                     |  |        |  |                      |
|  | Vitória do Mandante |  | Empate |  | Vitória do Visitante |

## Premiação
| Campeão do Campeonato Sul-Mato-Grossense de Futebol Feminino de 2021 |
| -------------------------------------------------------------------- |
| Operário-MS Campeão (1° título)                                      |